# Deportivo Socopó Fútbol Club
El Deportivo Socopó Fútbol Club es un club de fútbol profesional venezolano que tenía sede en Socopó, estado Barinas. Jugaba en la Tercera División de Venezuela y disputaba sus partidos como local en el Estadio Rogelio Matos.
Fue fundado el 17 de octubre de 2001, Anteriormente llamado Atlético Socopó Fútbol Club. Su última participación fue la Tercera División Venezolana 2018.

## Ascenso a Primera División
El 12 de noviembre de 2016 logra plasmar su nombre en la historia del balompié venezolano ganándole 4 a 1 al Unión Atlético Falcón en el estadio Pedro Conde siendo este el equipo número 100 en jugar la máxima categoría del fútbol venezolano y la primera vez que el equipo de Socopó asciende a Primera División.

## Incursión en los Torneos Profesionales de FVF
Tras competir en las series interregionales sub-18 y sub-20 desde su fundación, el cuadro barinés incursiona en la Segunda División Venezolana 2011/12, luego de que el Unión Atlético San Antonio le vendiera su franquicia. 
En esa temporada formó parte del Grupo Occidental, siendo el partido debut un empate a cero goles ante el Deportivo Táchira B en condición de local, y ese sería de hecho, el único punto que el novel equipo barinés lograría conseguir en todo el semestre: Fueron un total de 13 derrotas y 36 goles en contra en uno de los peores rendimientos en la historia de la segunda categoría del balompié venezolano. Para la segunda mitad de la temporada, tomó parte en el Torneo de Promoción y Permanencia 2012, donde se jugaría su permanencia en la Segunda División; el equipo mejoró considerablemente su rendimiento, obteniendo 21 puntos a lo largo del semestre, apenas a 2 puntos del tercer lugar, posición que le hubiese permitido conservar su lugar en la categoría, descendiendo así a la Tercera División para la siguiente temporada.
La Tercera División Venezolana 2012/13 comenzó con el Apertura 2013, donde Atlético Socopó formó parte en el Grupo Occidental I, un grupo que mostró el mejor nivel en todo el Apertura, definiéndose prácticamente en la última fecha. Fueron 15 los puntos obtenidos y un rendimiento bastante regular en un grupo enormemente reñido. Para el Torneo Clausura 2013, forma parte del Grupo Centro-Occidental, culminando en la segunda posición, sólo un punto por detrás de Atlético Turén, permaneciendo así en la categoría para la temporada siguiente.
Tras la primera temporada en la tercera división, el cuadro de Socopó forma parte del Grupo Occidental III en la Tercera División Venezolana 2013/14 junto a Unión Atlético Zamora, FA San Camilo FC y Unión Atlético Alto Apure. Un semestre con 7 victorias y una enorme diferencia de goles de +11 le valieron al cuadro barinés ser el primer lugar invicto de su grupo, con un total de 24 unidades, logrando así avanzar al Torneo de Promoción y Permanencia. Ya en el Torneo de Promoción y Permanencia 2014, el equipo tomó parte en el Grupo Central, tuvo rivales como Potros de Barinas FC, Caracas FC B, Unión Lara SC, entre otros. Un grupo enormemente disputado donde el cuadro barinés culminó en la tercera posición de grupo tras obtener 23 puntos y un diferencial de goles de +10, un gol menos que el diferencial de Unión Lara Sport Club (+11), logrando así el ascenso a la Segunda División de Venezuela, regresando a la categoría en la que tuvo su debut en 2012.

## Estadio
Jugaba principalmente en el Estadio Rogelio Matos, ubicado en la ciudad de Socopó.

## Uniforme
- Titular: Camiseta verde pantalón negro y medias negras.
- Alternativo: Camiseta blanca, pantalón blanco, medias blancas.

### Evolución del uniforme
| 2016 | 2016 | 2017 Entrenamiento | 2017 Local | 2017 Visitante |  |

### Indumentaria y patrocinador
| \| Período \| Proveedor \| \| ----------- \| ------------- \| \| 2014 - 2015 \| Kiukak Sports \| \| 2016 \| uhlsport \| \| 2017 \| Kiukak Sports \|, |               |
| Período | Proveedor     |
| 2014 - 2015 | Kiukak Sports |
| 2016 | uhlsport      |
| 2017 | Kiukak Sports |

| Período     | Patrocinador |
| ----------- | --- |
| 2014 - 2015 | Kiukak Sports Pdvsa |
| 2015 - 2016 | uhlsport Socogol, Farmacias Las Rebajas |
| 2017        | Kiukak Sports, Traki, Gatorade, GolTV, Burger King, Agroperucaria El Palmasoleño, Expresos Barinas, Servicable, Farmacia Las Rebajas, Seguros Constitución |

## Datos del club
- Temporadas en 1.ª División: 1 (2017)
- Temporadas en 2.ª División: 3 (2011/12, 2014/15, 2016)
- Temporadas en 3.ª División: 2 (2012/13, 2013/14)

## Jugadores
Alineación:
- Diego Valdéz
- Gennys Garrido
- Moises Galezo
- Leider Rojas
- Humberto Lara
- José soto
- Eduardo Castro
- Ángel Gonzaléz
- Jhoan Mina
- Dani Geliz
- Luilly García
- DT Fernando Capobianco

### Última Plantilla Torneo clausura 2017
|Jefe de Prensa= Yosmar Balza}}

### AltasTorneo Clausura 2017 (Venezuela)
| Jugador             | Nacionalidad | Posición   | Procedencia                       | Tipo     |
| ------------------- | ------------ | ---------- | --------------------------------- | -------- |
| Fernando Capobianco | Argentina    | Entrenador | Club Atlético Argentino           | Traspaso |
| Angelo García       | Venezuela    | Delantero  | Club Deportivo Mineros de Guayana | Traspaso |
| Ángel González      | Venezuela    | Delantero  | Monagas Sport Club                | Traspaso |
| Juanky Ramírez      | Venezuela    | Delantero  | Deportivo La Guaira Fútbol Club   | Traspaso |
| Yorwin Lobo         | Venezuela    | Delantero  | Atlético El Vigía FC              | Traspaso |
| José Guzmán         | Venezuela    | Delantero  | Monagas Sport Club                | Traspaso |
| Dani Geliz          | Colombia     | Delantero  | Bandera de Venezuela              | Traspaso |
| Carlos Coronado     | Colombia     | Delantero  | Bandera de Venezuela              | Traspaso |

### BajasTorneo Clausura 2017 (Venezuela)
| Jugador               | Nacionalidad | Destino                                      | Posición   | Tipo             |
| --------------------- | ------------ | -------------------------------------------- | ---------- | ---------------- |
| Giovanny Pérez        | Venezuela    | Universidad Central de Venezuela Fútbol Club | Entrenador | Fin de Contrato. |
| Wuilson Murillo Longa | Venezuela    | Union Local Andina Fútbol Club               | Delantero  | Vendido.         |
| Julián Pino           | Venezuela    | Universidad Central de Venezuela Fútbol Club | Delantero  | Vendido.         |
| Giovani Ibarra        | Venezuela    | Fundación Atlético El Vigía Fútbol Club      | Defensa    | Vendido.         |
| Alex Valles           | Venezuela    | Deportivo JBL del Zulia                      | Defensa    | Vendido.         |
| Dolbys Rodríguez      | Venezuela    | Club Deportivo Hermanos Colmenárez           | Defensa    | Vendido.         |
| José Zambrano         | Venezuela    | Unión Local Andina Fútbol Club               | Defensa    | Vendido.         |
| Leonel Padrón         | Venezuela    | Bandera de Venezuela                         | Defensa    | Libre            |

### Goleadores Temporada 2016
| Pos. | Nombre                         | Nacionalidad | Apertura | Clausura | Cuandrangular Ascenso | Copa Vnzla | Total |
| ---- | ------------------------------ | ------------ | -------- | -------- | --------------------- | ---------- | ----- |
|      | Wilson Murillo Longa           | Colombia     | 5        | 5        | 4                     | 0          | 14    |
|      | Luis Alejandro Morillo         | Venezuela    | 0        | 7        | 0                     | 1          | 8     |
|      | David Manuel Dulcey            | Venezuela    | 5        | 0        | 2                     | 0          | 7     |
| 4    | Luilly Johan García            | Venezuela    | 1        | 0        | 4                     | 0          | 5     |
| 5    | Alexander Gómez López          | Colombia     | 0        | 3        | 2                     | 0          | 5     |
| 6    | Jonal Zambrano Ramírez         | Venezuela    | 3        | 1        | 0                     | 0          | 4     |
| 7    | Álvaro Carrillo                | Venezuela    | 3        | 0        | 0                     | 0          | 3     |
| 8    | Domingo Médina                 | Venezuela    | 0        | 2        | 0                     | 1          | 3     |
| 9    | Libio Arenas                   | Venezuela    | 2        | 0        | 0                     | 0          | 2     |
| 10   | Dollbys Asdrubal Rodríguez     | Venezuela    | 0        | 1        | 0                     | 1          | 2     |
| 11   | Gennys Alexandro Garrido       | Venezuela    | 0        | 0        | 2                     | 0          | 2     |
| 12   | Yojer José Zambrano            | Venezuela    | 0        | 0        | 0                     | 1          | 1     |
| 13   | Jordán Miguel Castillo         | Venezuela    | 0        | 1        | 0                     | 0          | 1     |
| 14   | Jhobriel Alexander Caceres     | Venezuela    | 0        | 1        | 0                     | 0          | 1     |
| 15   | Elioscar Lizardo               | Venezuela    | 1        | 0        | 0                     | 0          | 1     |
| 16   | Moises Galezo                  | Colombia     | 1        | 0        | 0                     | 0          | 1     |
| 17   | Ray Guerrero                   | Venezuela    | 1        | 0        | 0                     | 0          | 1     |
| 18   | Jesús Alexander Álvarez Arocha | Venezuela    | 1        | 0        | 0                     | 0          | 1     |